# Mary's Boy Child
Mary's Boy Child, anche conosciuto come Mary's Little Boy Child, è un canto natalizio scritto da Jester Hairston nel 1956.

## Composizione
Mary's Boy Child risale al 1956. Venne scritta dopo che Hairston, mentre condivideva la sua stanza con un amico, questi gli chiese di realizzare una canzone per il compleanno di suo figlio. Il brano, originariamente intitolato He Pone and Chocolate Tea, presenta un ritmo calypso in quanto alla festa sarebbero state presenti prevalentemente persone delle Indie occidentali.
Il brano subì un cambio di testo e titolo quando Walter Schumann la fece reinterpretare in chiave natalizia dal suo coro.

## Pubblicazione
Dopo aver ascoltato il brano eseguito dal coro di Schumann, Harry Belafonte registrò una cover nel 1956 per poi pubblicarla su singolo l'anno seguente e in una versione allungata a quattro minuti nell'album An Evening with Belafonte (1957).

## Accoglienza

### Vendite
La versione di Mary's Boy Child di Belafonte fu la prima traccia al numero uno in classifica nel Regno Unito a superare i quattro minuti di durata. Riuscì a vendere 1.19 milioni di copie.

## Classifiche

### Classifiche di tutti i tempi
| Classifica  | Posizione |
| ----------- | --------- |
| Regno Unito | 12        |

## Cover

### Cover dei Boney M.
La canzone è particolarmente celebre nella versione dei Boney M., edita nel 1978 e intitolata Mary's Boy Child/Oh My Lord. La cover raggiunse la prima posizione della classifica nel Regno Unito ed è uno dei singoli più venduti in assoluto in tale paese.

### Altre cover
Tra i numerosi artisti che hanno registrato la canzone si possono citare Andy Williams (negli album Merry Christmas del 1965 e We Need A Little Christmas del 1997), i Four Lads (nel relativo singolo del 1956) e Mahalia Jackson (nel singolo del 1956).